# Bayraktar TB2
«Байрактар ТБ2 (Тактичний Блок 2)» (тур. Bayraktar TB2 (Taktik Blok 2), досл. «Прапороносець») — турецький ударний оперативно-тактичний середньовисотний безпілотний літальний апарат (БпЛА) з великою тривалістю польоту, здатний виконувати дистанційно керовані або автономні польоти. Літаки та їхнє озброєння контролюються екіпажем на наземній станції керування.
Виготовляється турецькою компанією Baykar Makina Sanayi ve Ticaret A.Ş., насамперед для Збройних сил Туреччини. Розробку БпЛА переважно приписують Сельчуку Байрактару, колишньому аспіранту MIT.
Станом на 26 листопада 2021 року дрони TB2 налітали 400 000 годин у всьому світі. Найбільшим оператором безпілотників TB2 є турецька армія, але експортна модель була продана армії низки інших країн. Туреччина широко використовувала безпілотник для ударів по цілях Робітничої партії Курдистану (РПК) і Загонів народної оборони (YPG) в Іраку та Сирії. У наступні роки безпілотники Bayraktar використовували низка інших країн світу в різних війнах, наприклад, Азербайджан у війні за Нагірний Карабах у 2020 році та українські сили під час російського вторгнення в Україну в 2022 році.
Імовірно, перший безпілотний літальний апарат, який успішно вразив надводні цілі в бойових умовах.

## Розроблення
Передумовою розробки Bayraktar TB2 була заборона з боку США на експорт безпілотних літальних апаратів до Туреччини через побоювання, що їх використають проти Робітничої партії Курдистану в Туреччині та за її межами.
Попередником Bayraktar TB2 був Bayraktar Çaldıran (Bayraktar TB1), що розробляли з 2007 року та поставили на озброєння турецької армії 2011 року. У червні та серпні 2014 року апарат TB2 побив світовий рекорд серед безпілотних літальних апаратів у класі тактичних середньовисотних БпЛА за тривалістю польоту. Він перебував у небі на висоті 8 км 24 год. 34 хв. У 2014 році БпЛА вперше застосували в бойових умовах під час операції в турецькій частині Курдистану.
Безпілотник отримав назву від прізвища засновника компанії Baykar Оздеміра Байрактара (у перекладі з турецької Bayraktar — прапороносець).

## Характеристики

### Будова та комплектація
Корпус виготовлений з вуглецевого волокна. БпЛА оснащений двигуном внутрішнього згоряння з дволопатевим гвинтом. Двигун розташований між хвостовими балками, паливо зберігається в гнучких резервуарах. Кожна система Bayraktar TB2 складається з 6-ти літальних апаратів, двох наземних станцій керування (GCS), трьох наземних терміналів даних (GDT), двох дистанційних відеотерміналів (RVT) і обладнання наземної підтримки. БпЛА оснащений системою авіоніки з потрійним резервуванням і системою автоматичного зльоту та посадки. Здатний виконувати завдання в автоматичному та напівавтоматичному режимах. За сприятливого вітру може зависати на місці. На відміну від пілотованих літаків, не потребує довгих злітно-посадкових смуг і спеціальних ангарів для зберігання.

БпЛА Bayraktar TB2 керується з наземної станції, яка перевозиться автомобілем. Її оснащено стелажними шафами, блоком кондиціонування повітря, системою фільтрації повітря NBC, блоками живлення, системами бездротового зв'язку та системами внутрішнього зв'язку. Станції здатні перехоплювати керування безпілотниками одна одної, що дозволяє швидко змінювати тактику. Оперативний радіус дії дронів рахується не від точки старту, а від найближчої станції керування і контролю або від ретранслятора сигналів.
- Довжина: 6,5 м;
- висота: 2,2 м;
- розмах крила: 12 м;

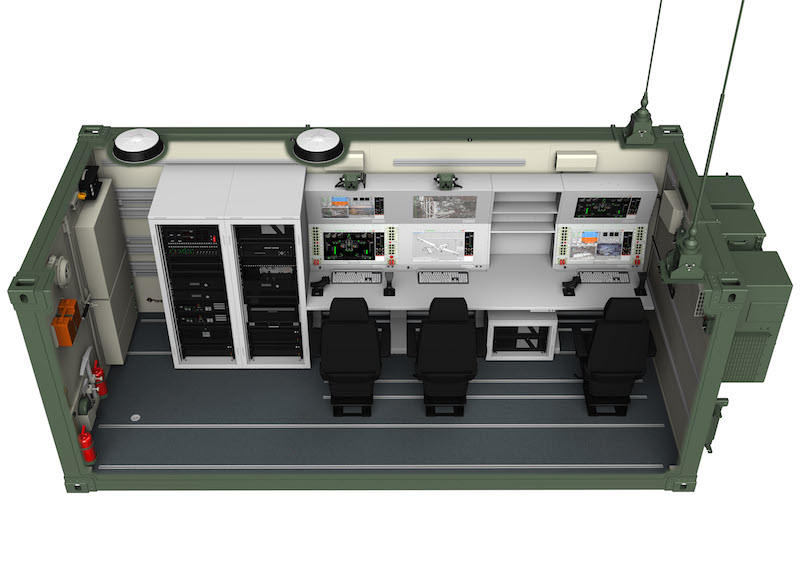
Центр керування БПЛА в розрізі

- максимальна злітна маса: 650 кг;
- вантажопідйомність: 150 кг (з них 55 кг оптико-електронна станція);
- максимальна швидкість: 222 км/год.;
- крейсерська швидкість: 130 км/год.;
- радіус зв'язку з центром керування: 150 км, оновлена версія — до 300 км;
- стеля: 8200 м;
- автономність: 27 год.;
- паливо: 300 л бензину;
- оператори: 3 людини наземного центру керування[24][25][26].
- двигун: Rotax 912

### Озброєння

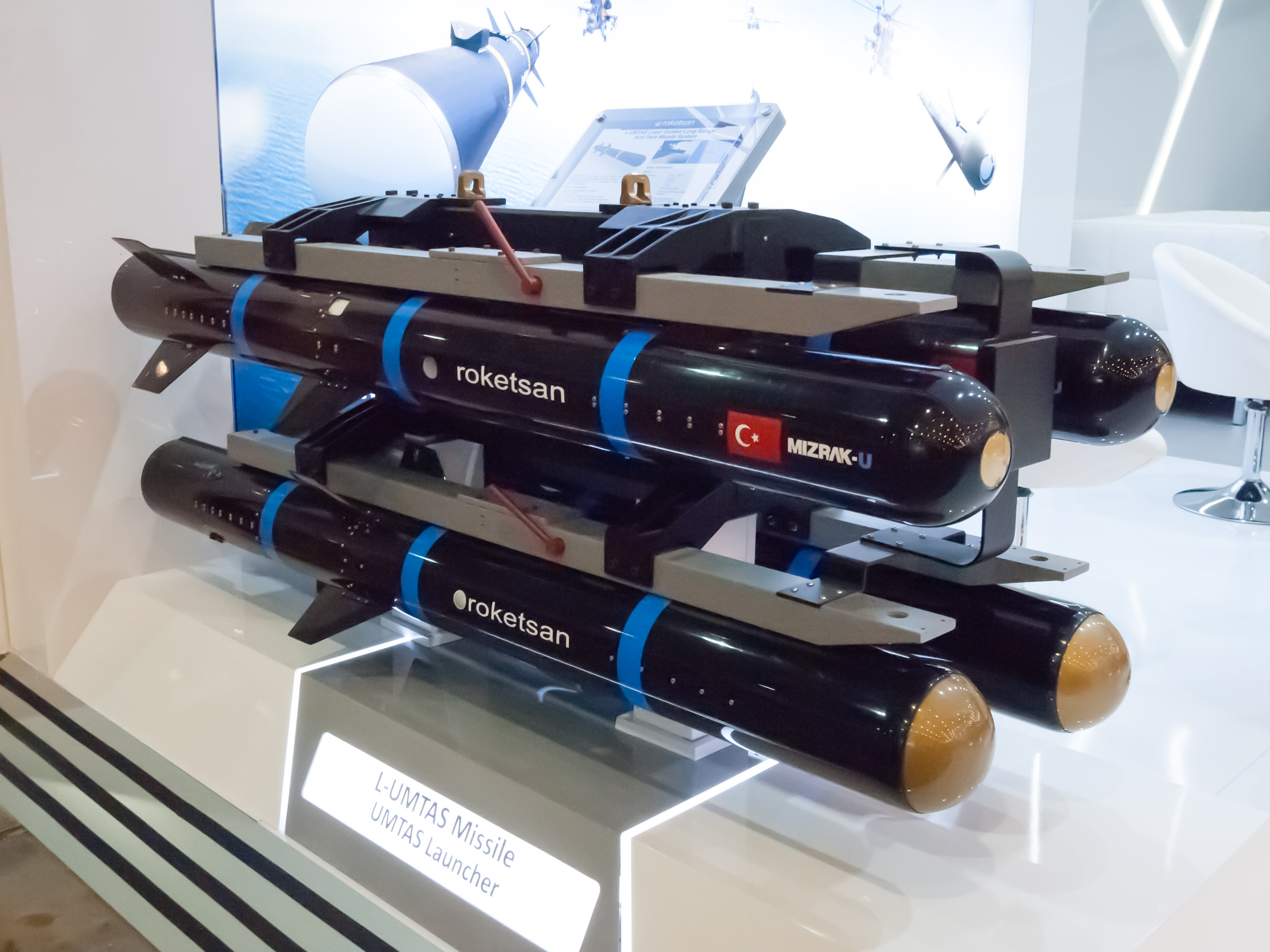
Ракети UMTAS на виставці «Зброя та безпека». Київ, 2017

Може нести протитанкові ракети та авіаційні бомби. А саме:
- інтелектуальні боєприпаси MAM: керовані MAM-C (осколково-фугасні) і MAM-L (термобаричні)[27];
- протитанкові ракети UMTAS дальньої дії[28];
- ракети Roketsan Cirit (70 mm)[29];
- лазерно керовані ракети TUBITAK-SAGE BOZOK[30];
- бомби TUBITAK-SAGE TOGAN (81 mm)[31];
- модульні боєприпаси (з двигунами і без, з різними боєголовками) TUBITAK-SAGE KUZGUN[32].

### Класифікація
Bayraktar TB2T-AI у ході випробувального польоту побив власний рекорд висоти, досягнувши 11,3 км. (37 096 футів).

## Виробництво
Перший політ було здійснено 29 квітня 2014 року. На 2019 рік виробили 100 одиниць. У липні 2021 року Baykar Makina повідомило про випуск 200-го екземпляру з початку виробництва. Станом на березень 2022 року виробили 300 штук.
У лютому 2022 року, ще до вторгнення російських військ в Україну, міністр оборони Рєзніков заявив про плани будівництва заводу із виготовлення Байрактарів в Україні та їхнього оснащення двигунами українського виробництва. Реалізація плану розпочалася в серпні 2022  року.

## Бойове застосування
У 2016 році з'явилась офіційна інформація про успішне бойове застосування комплексу з ПТРК UMTAS проти курдських загонів. Це підтвердило заявлені тактико-технічні характеристики.
Станом на грудень 2021 року редакторам сайту Oryx Blog вдалось знайти відео- та фотопідтвердження знищення чи пошкодження 759 об'єктів з БпЛА Bayraktar TB2 під час військових конфліктів у Сирії, Лівії, Іраку, Нагірному Карабасі та Україні. Справжня кількість знищених чи пошкоджених об'єктів може дещо відрізнятися від визначеної на основі відкритих джерел.
За словами російського полковника Юрія Муравкіна, «Панцир-С1» змогли знищити понад 40 одиниць Bayraktar TB2 і TAI Anka в Сирії та Лівії, однак у відкритих джерелах вдалось знайти візуальне підтвердження 19 втраченим літальним апаратам.

### Громадянська війна в Сирії
Комплекси широко застосовували під час турецької операції «Весняний щит» у лютому — березні 2020 року в Сирії. Безпілотники успішно знищували як рухомі, так і нерухомі цілі. Комплекс знищив близько 20 одиниць військової техніки армії Сирії, серед яких РСЗВ (БМ-21 «Град»), САУ (2С1 «Гвоздика» та 2С3 «Акація»), танки й інша техніка. Ракетних ударів завдали також по окремих скупченнях військовослужбовців, що воюють за режим Башара Асада. Сирійські військові збили за різними даними від 4 до 6 Байрактірів, для збиття використовувалися ЗРК «Бук М2Е» та інші.

### Друга громадянська війна у Лівії
Комплекси були на озброєні турецького контингенту, який брав участь у війні на боці Уряду національної згоди. Кілька одиниць втратили через ураження з ЗРГК «Панцирь-1СЭ», перекинуті туди з ОАЕ для підтримки угрупувань, що воювали під командуванням Халіфа Хафтара.
Проте, за даними сайту Oryx, комплекси Bayraktar TB2 відіграли вагому роль у контрнаступі збройних сил Уряду національної згоди в 2019—2020 роках. Зокрема, на основі відео та фото вдалось з'ясувати, що ними було знищено щонайменше: 1 танк Т-55, 6 установок БМ-21 «Град», 11 ЗРК (серед них 2 одиниці 2К12 «Куб» та 9 «Панцир» різних модифікацій), 6 літаків на злітно-посадкових смугах (3 Су-22, 2 Іл-76ТД, один Ан-32), а також майже 50 неброньованих і броньованих машин.
Ефективне застосування БпЛА Bayraktar TB2 проти приземлених літаків ускладнило, а згодом і зупинило використання авіабази «аль-Ватія» угрупуваннями Хафтара.

### Карабаський конфлікт
Азербайджанські військовики активно використовували безпілотну авіацію під час зіткнень у Нагірному Карабасі (Арцасі), що розпочались у вересні 2020 року. Серед іншого були використані Bayraktar TB2 для завдання точних ударів по оборонних спорудах і бойовій техніці супротивника.
5 жовтня 2020 року міністр закордонних справ Канади Франсуа-Філіп Шампань заявив, що у відповідь на повідомлення про використання у бойових діях безпілотників із канадськими високотехнологічними системами Канада призупиняє експорт до Туреччини складових до БпЛА. Так канадський уряд відреагував на заклики вірменської громади Канади та групи з роззброєння Plowshares International припинити експорт до Туреччини канадської оптики для дронів і лазерних систем наведення після повідомлень про використання турецьких безпілотників для боротьби з вірменськими силами в Нагірному Карабасі.
Однак, за даними видання Defense Express, призупинення експорту канадської оптики до Туреччини не вплине на комплектність нових БпАК Bayraktar TB2 для України.
20 жовтня 2020 року вірменські військовики повідомили про збиття 5 БпЛА Азербайджану, серед яких помічені комплектуючі ударного безпілотного літального апарата турецького виробництва Bayraktar TB2. На оприлюдненому відео продемонстрована оптична електронна станція, подібна до тої, що встановлюється на турецький дрон, — WESCAM CMX 15D канадійського виробництва. Інших елементів, за якими можна ідентифікувати приналежність до безпілотного літального апарата турецького Bayraktar TB2, не було пред'явлено.
За оцінками оглядача Oryx, за час бойових дій з Bayraktar TB2 азербайджанським військовим вдалось вивести з ладу:
- 119 одиниць бронетехніки (з них 90 — різні модифікації Т-72);
- 132 гармат або гаубиць;
- 61 одиницю реактивної артилерії (БМ-21 «Град»);
- 15 зенітно-ракетних комплексів або пускових установок;
- 9 радарів і систем радіоелектронної боротьби;
- 143 вантажівки;
- живу силу противника;
- з цих БПЛА відбувалося також корегування вогню артилерії, наведення штурмовиків на ціль.

За твердженнями вірменських оглядачів, 10 грудня 2021 року по позиціях вірменських військ було завдано удар з використанням дрона Bayraktar TB2. Внаслідок цього удару був убитий один і отримали поранення 7 вірменських військовослужбовців. Як доказ використання БпЛА цього типу були показані уламки керованого боєприпасу MAM-L.
3 серпня 2022 року азербайджанські Bayraktar TB2 атакували вірменську військову базу у селищі Юхари Оратаг, знищивши гаубицю Д-30 та декілька вантажівок.
Під час азербайджансько-вірменських зіткнень у вересні 2022 азербайджанськими Bayraktar TB2 було знищено як мінімум 10 одиниць вірменської військової техніки: 4 гаубиці, 1 пускова установка С-300, 1 радар та 4 вантажівки.

### Російсько-українська війна (2014—2022)

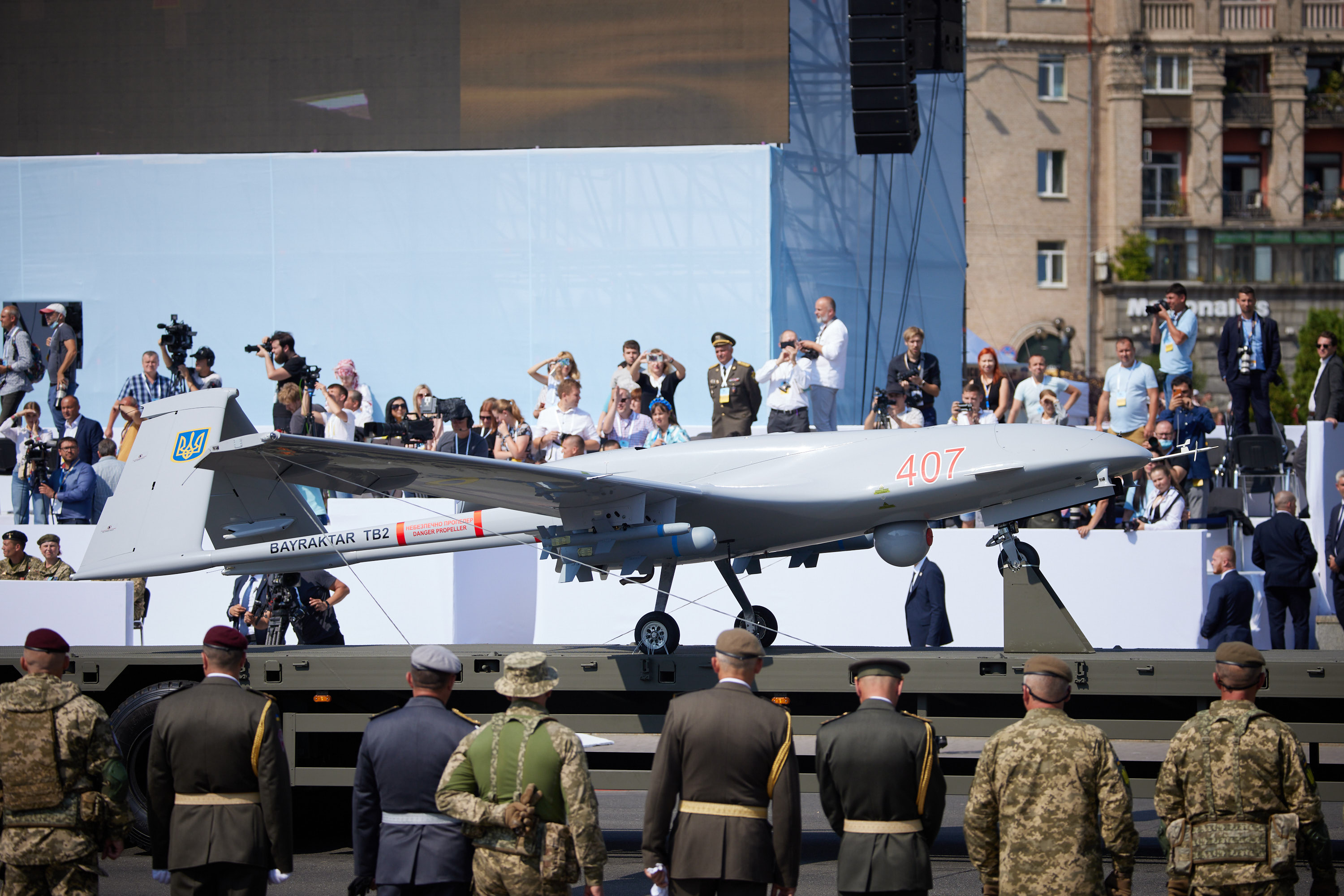
Bayraktar TB2 на параді з нагоди 30-ї річниці незалежності України

2018 року Україна закупила 6 апаратів у Туреччини.
У вересні 2019 року у турецькому Кішані на навчально-виробничій базі виробника комплексу — компанії BaykarMachine — почалося тримісячне навчання українських військовослужбовців за програмою підготовки фахівців із експлуатації та технічного обслуговування комплексу Bayraktar TB2. Курси з теоретичною та практичною частинами, необхідними для експлуатації Bayraktar TB2, були передбачені контрактом, укладеним між Україною і Туреччиною. Навчання пройшли понад 30 спеціалістів: інструкторів, техніків, операторів, фахівців терміналу наземних даних і станції наземного контролю БАК.
26 вересня 2021 року в Туреччині завершився тримісячний курс підготовки операторів БпЛА. Після цього вони повернулися в Україну з відповідними сертифікатами та знаннями, що дають змогу керувати цими апаратами.
26 жовтня 2021 року ЗСУ застосували «Байрактар» ТБ2 проти російських найманців на Сході України та пошкодили гаубицю противника, яка в порушення угод обстрілювала позиції української армії.
На бойове чергування комплекси Bayraktar TB2 заступили навесні 2021 року. Починаючи з березня, вони показали свою ефективність для розвідки та давали практичні дані про ворога. Комплекси здійснювали патрулювання не лише на Донбасі, а й на півдні та півночі України. Літали у квітні, а також під час навчань «Запад-2021» (укр. Захід-2021). Там, де зростає рівень воєнної загрози, Збройні сили України застосовують у тому числі й «Байрактари».
9 квітня 2021 року BayraktarTB2 помітили під час польоту в напрямку Донецької та Луганської областей. Дрон пролетів з південної частини України через Херсонську, Запорізьку, Дніпропетровську та Харківську області.
28 вересня 2021 року в районі бойових дій у Донецькій області помітили політ безпілотника, який пролетів неподалік Волновахи, далі попрямував у напрямку міста Курахове в Покровському районі Донецької області.
26 жовтня 2021 року ЗМІ повідомили про перше бойове використання дрона Україною. Він знищив одиницю ворожої артилерії, яка обстріляла село Гранітне.
За даними Генштабу ЗС України, 26 жовтня 2021 року з 14:25 до 15:15 батарея гаубиць Д-30 російсько-терористичних військ здійснювала обстріл позицій Об'єднаних сил у районі населеного пункту Гранітне. Два військовослужбовці Збройних Сил України під час обстрілу зазнали поранень, один з них, воїн 93-ї окремої механізованої бригади «Холодний Яр» майстер-сержант Георгій Халіков, загинув. З початком обстрілу через СММ ОБСЄ було висловлено невідкладну вимогу щодо припинення вогню, надіслано ноту дипломатичними каналами. Однак окупанти не реагували.
З метою змушення ворога до припинення вогню за наказом Головнокомандувача Збройних Сил України Валерія Залужного було застосовано «Байрактар». Безпілотний літальний апарат не перетинав лінії зіткнення і керованою бомбою MAM-C знищив одну гармату з розрахунку російсько-окупаційних військ. Після цього обстріли українських позицій припинилися. З оприлюдненого відео удару вдалося встановити розташування уражених Д-30. Вони перебували за 13 км від лінії фронту, на південь від окупованого населеного пункту Бойківське Донецької області.
У відповідь на бойове застосування БпЛА турецького виробництва російська влада з 29 жовтня обмежила ввезення мандаринів з Туреччини до особливого розпорядження.
Наприкінці грудня ЗС РФ провели тренування з протидії ударним оперативно-тактичним безпілотникам Bayraktar TB2. До навчань у Воронезькій області були залучені війська радіоелектронної боротьби (РЕБ), зокрема комплекс «Палантин» Західного військового округу, який розташований біля кордонів України.

### Російсько-українська війна (з 2022)
На початку російського вторгнення в Україну в лютому 2022 року Україна мала близько 20-и «Байрактарів», готових виконувати бойові завдання. Згодом компанія «Baykar Tech» погодилася відправити додаткові. Більшість аналітиків сумнівалися в їх успішному застосуванні, вважаючи, що апарати швидко зіб'ють російська ППО. Проте практика показала навпаки високу ефективність і стійкість «Байрактарів», що пояснюється їхніми цілями: колони техніки, розташовані на відкритій місцевості. Повітряні сили України 28 лютого підтвердили 2 удари по російських цілях з «Байрактарів»: безпілотники знищили колону російської техніки на Херсонщині та ЗРК «Бук» біля Малина.
2 березня 2022 року за допомогою «Байрактарів» вдалося знищити близько 180 одиниць російської техніки поблизу с. Пустовійтівка та с. Бишкінь Сумської області. Завдяки атаці «Байрактара» українські військові змогли захопити й дослідити самохідний зенітний ракетно-гарматний комплекс «Панцирь». 12 березня «Байрактар» знищив російську реактивну систему залпового вогню «Ураган». Ці безпілотники знищили один зі штабів 35-ї армії РФ, кілька засобів РЕБ та штабів меншого рівня.
Американський експерт із боротьби з безпілотниками Семюель Бендетт зазначив про «Байрактари» в Україні, що проти них «Росія досі не змогла належним чином використовувати свої системи протиповітряної оборони». Російське Міністерство оборони заявило в березні, що знищило більше Bayraktar TB2, ніж було в довоєнному арсеналі України. Проте Україною підтверджена втрата лише одного такого безпілотника на той час біля Києва.
На початку квітня 2022 року Кремль поскаржився владі Туреччини на використання українськими військовими «Bayraktar TB2». Турецький представник відповів, що «Baykar Technologies» є приватною компанією, а закупівлю безпілотників Україна здійснила ще до війни.
«Байрактар» відволікав ППО російського крейсера «Москва», щоб корабель уразили українські ракети «Нептун».
Другого травня 2022 року українським Bayraktar TB2 біля острова Зміїний було знищено два катери проєкту «Раптор», відео опублікував НГШ ЗС України Валерій Залужний у своєму телеграм каналі. В наступні дні там же було уражено російський десантний корабель типу «Серна» та два зенітних ракетних комплекси «Тор».
8 травня 2022 року оперативне командування «Схід» поширило відео, в якому українським Bayraktar TB2 було знищено російський гелікоптер типу Мі-8 при спробі висадки десанту російських військ на острові Зміїний.
Наприкінці липня 2022 року російські загарбники поширили відео знищення терміналу передачі даних зі складу безпілотного авіаційного комплексу Bayraktar TB2 із використанням баражуючого боєприпасу «Ланцет».
Станом на 12 вересня 2022, за допомогою БПЛА «Байрактар ТБ2» було знищенно щонайменше 95 одиниць російської техніки.
4 травня 2023 року, під час запланованого польоту над Києвом, сталася втрата контролю над українським безпілотним літальним апаратом Bayraktar TB2. З метою уникнення непередбачених наслідків було ухвалено рішення про знищення.

### Таджицько-киргизький конфлікт
У вересні 2022 року комплекси застосовуються ЗС Киргизстану під час прикордонного конфлікту з Таджикистаном.
17 вересня 2022 було опубліковано відео знищення таджицької вантажівки за допомогою Bayraktar TB2. Крім того, за допомогою Bayraktar TB2 було знищено 2 танки Т-72 ЗС Таджикистану та одну РСЗВ БМ-21 «Град».

## Оператори

Країни-оператори (сині) та потенційні покупці (бузкові) Bayraktar TB2

### Азія
- Туреччина:
  - Збройні сили Туреччини: станом на березень 2018 року на озброєнні 34 одиниці: усього заплановано довести до 151 одиниці[83][84][85]. На травень 2019 року ЗС Туреччини вже отримали 75 апаратів[34];
  - Головне управління безпеки Туреччини: на озброєнні 6 БпЛА Bayraktar[85];
  - Головне командування жандармерії Туреччини: на озброєнні 12 БпЛА Bayraktar[85][86].
- Азербайджан. Bayraktar TB2 активно використовували в Другій карабаській війні[87].
- Киргизстан:
  - Прикордонна служба Державного комітету національної безпеки Киргизької Республіки, з грудня 2021 року[88].
- Туркменістан — 6 Bayraktar TB2, станом на 2021 рік[89].
- Пакистан: декілька апаратів куплено в січні 2022 року[90].
- Катар: Центр розвідки та спостереження (RSC) підписав контракт на закупівлю шести БпЛА Bayraktar[91]. У лютому 2019 року в Катар поставлено 6 БпЛА та 1 симулятор для підготовки операторів і 3 наземні станції контролю польотів[34][92].

### Європа
- Україна
  - Повітряні сили Збройних сил України — 2 комплекса Bayraktar TB2, станом на 2022 рік (до російського відкритого вторгнення)[93];
  - Військово-морські сили Збройних сил України — 1 комплекс Bayraktar TB2, станом на 2021 рік[94]
  - Головне управління розвідки — 1 комплекс  Bayraktar TB2, станом на липень 2022 року. В один комплекс може входить від 3-х безпілотників. Це залежить від погодженої між замовником і виробником комплектації.  За відкритою інформацією за державним замовленням протягом 2019-2021 було закуплено 3 комплекси по 6 безпілотників. Також безпілотники поставлялися окремо, тому неможливо встановити їхню точну кількість.  Після повномасштабного вторгнення РФ у 2022 році компанія Baykar Makina продовжує виконувати раніше підписані контракти і постачає боєприпаси, безпілотники та інші комплектуючі. Також в рамках «Акцій з підтримки України» громадянами інших держав, Baykar Makina передає безпілотники безкоштовно. У травні 2022 року БО Фонд компетентної допомоги армії Повернись живим перший серед благодійних організацій, маючи відповідно дозвільні документи, підписав контракт з Baykar Makina на поставку 1 комплексу у складі 3 безпілотників та супутнього обладнання для Головного управління розвідки.
  - Станом на 25 серпня, кошти на 5 апаратів було зібрано, на 3 збори тривають, в рамках акції «Народний байрактар» та краудфандингових акцій в дружніх Україні країнах: Литва, Польща, Норвегія, Канада та Латвія[95][96][97][98][99][100].
  - За словами міністра оборони Олексія Резнікова, з 24 лютого по 28 червня було отримано більше 50-ти апаратів, а десятки замовлені[101][102].
- Польща: замовлено 22 апарата, що будуть доставлені впродовж 2022 року[103].

### Африка
- Марокко[104]
- Нігер[105]
- Лівія[106].
- Ефіопія[107].
- Буркіна-Фасо
- Кенія[108]

### Можливі
- Албанія: за повідомленнями турецьких ЗМІ, на початку липня 2021 року Албанія придбає турецькі ударні безпілотні літальні апарати Bayraktar TB2. Балканська країна вирішила замовити ударні дрони після їхнього успішного застосування Азербайджаном під час бойових дій у Нагірному Карабасі[109].
- Болгарія: у січні 2021 року в ЗМІ з'явилась інформація про зацікавленість у придбанні турецьких БпЛА Болгарією, яка з 2020 року веде переговори по придбанню шести Bayraktar TB2, але вони затягнулися через спалах Covid-19.[110]
- Ірак: за підсумками міжнародної виставки оборонної промисловості IDEF-2021 міністр оборони Іраку Джума Інад Садун заявив про наміри придбати турецькі ударні безпілотні літальні апарати Bayraktar TB2, ударні гелікоптери T129 ATAK і системи радіоелектронної боротьби KORAL[111]. У листопаді підписано контракт на поставку 8 літальних апаратів у версії Bayraktar TB2S (із супутниковим зв'язком), 3 наземних станцій керування, озброєння та навчання персоналу[112].
- Казахстан: у 2020 Казахстан намірився придбати безпілотники у зв'язку з їхньою ефективністю проти ППО Вірменії російського походження у війні в Нагірному Карабасі з Азербайджаном[113].
- Сомалі: наприкінці 2021 отримано 1 Bayraktar TB2, заплановано створити підрозділ для повітряної підтримки під час виконання наступальних завдань[114].
- Оман: Державне міністерство оборони Оману повідомило наприкінці 2021 року, що планує придбати Bayraktar TB2[115].
- Литва: зацікавилася покупкою безпілотників у березні 2022[116].
- Сербія: у квітні 2022 року підтвердила намір придбати Bayraktar TB2[117].
- Малі: На базі вагнерівців у Малі було помічено три Байрактари[118].

## Подробиці замовлень

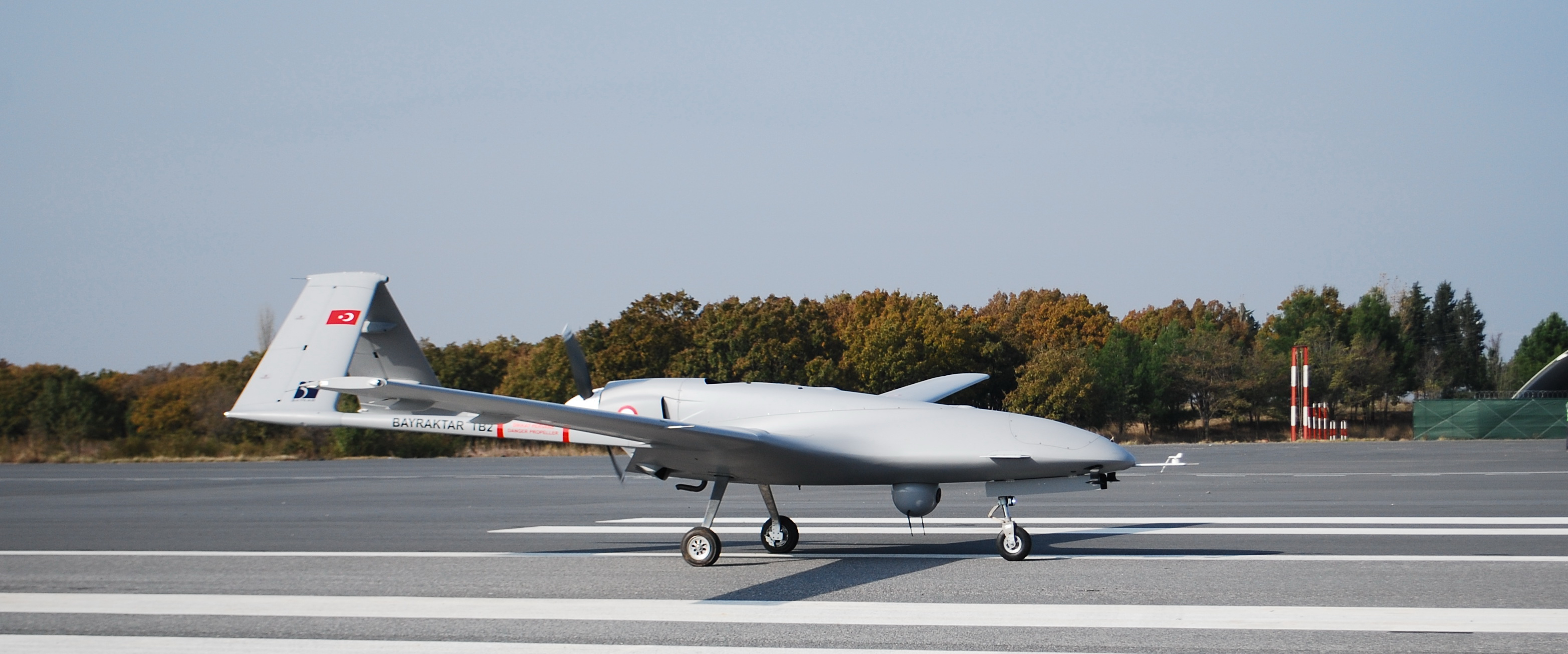
Bayraktar TB2 злітає

### Киргизстан
Голова Державного комітету у справах оборони Киргизстану Камчибек Ташиєв у жовтні 2021 року заявив про замовлення у Туреччини комплексів Bayraktar TB2. Уже 18 грудня «Bayraktar TB2» надійшли на озброєння Прикордонної служби Державного комітету національної безпеки Киргизької Республіки. Отримані Bayraktar TB2 використовуватимуть для забезпечення оборонної безпеки країни, зокрема в охороні державних кордонів. Дані апарати придбали коштом республіканського[джерело?] бюджету.
Закупівля ударних дронів відбувається на фоні прикордонного конфлікту із сусіднім Таджикистаном: у квітні між країнами дійшло до вогневого зіткнення із застосуванням стрілецької зброї, бронетехніки та мінометів, а в липні — до нової перестрілки. У регіоні Киргизстан буде другим оператором турецьких ударних дронів Bayraktar TB2 після Туркменістану.

### Марокко
Перші партії «Bayraktar TB2» до Марокко прибули 17 вересня 2021 року. Решту безпілотників поставлятимуть поступово в межах угоди, підписаної між Марокко і турецьким виробником Baykar Makina.
Марокко замовили 13 ударних середньовисотних оперативно-тактичних Bayraktar TB2, наземні станції керування до них, а також боєприпаси. До угоди на постачання Bayraktar TB2 входять такі опції, як комплект запасних частин, сервісний супровід і навчання технічного персоналу.

### Пакистан
На початку 2022 року в ЗМІ з'явилась інформація, що в середині 2021 року Пакистан замовив установчу партію з 6-ти одиниць Bayraktar TB2, також домовився про спільне виробництво БпЛА Anka-S та розробку його майбутніх варіантів.

### Польща
Наприкінці травня 2021 року глава Міністерства національної оборони Республіки Польщі Маріуш Блащак повідомив про придбання чотирьох комплексів Bayraktar TB2 (сукупно 24 БпЛА з озброєнням: ракети MAM-L та MAM-C з лазерним наведенням). Контракт також включає мобільні станції керування, радари SAR, тренажери, комплекти запасних частин, навчання персоналу та матеріально-технічне забезпечення.
У версії для Збройних сил Польщі безпілотні літальні апарати будуть оснащені радарами з фазованою антенною решіткою Osprey 30 AESA SAR від італійської компанії Leonardo. На кожен авіаційний комплекс (БпАК) Bayraktar TB2 закуплять по два таких радари, тобто загалом вісім одиниць. Також літальні апарати матимуть оптоелектронні головки Wescam MX-15 EO/IR.
Перший комплект безпілотників отримають у 2022 році. Він зазначив, що контракт включає логістичний та навчальний пакети, а також офсетні компенсації.
Крім того, у межах цього контракту придбали озброєння для БПЛА. Додатково підписали угоду про захист інформації про оборонні технології.

### Туркменістан
27 вересня у Туркменістані відбувся військовий парад на честь 30-річчя незалежності країни, де вперше були показані ударні турецькі безпілотні літальні апарати Bayraktar TB2.
Судячи із зображень можна зробити висновок, що окрім самих дронів, отримано також озброєння до них у вигляді корегованих боєприпасів виробництва Roketsan MAM-L та MAM-C, макети яких були помічені під крилом Bayraktar TB2 під час параду.
Особливістю туркменських літальних апаратів є використання німецької системи спостереження ARGOS-II HDT EO/IR FLIR виробництва Hensoldt замість «звичайних» WESCAM MX-15D або Aselsan CATS. Також літальні апарати мають додаткове обладнання для захисту від засобів РЕБ а також кормову камеру для полегшення роботи вночі.
Для безпілотних літальних апаратів, в тому числі, Bayraktar TB2, буде споруджено спеціальну авіабазу на півночі Ашгабату.

### Україна
Під час візиту Президента України Петра Порошенка 3—4 листопада 2018 р. до Туреччини підписали угоду про постачання 6-ти безпілотних літальних апаратів, двох станцій керування і 200-т керованих ракет. Також угода передбачає постачання комплекту запасних частин, сервісний супровід, навчання персоналу. Вартість контракту — $69 млн.
Станом на 20 березня 2019 р. — на озброєнні 6 одиниць.
Наприкінці вересня 2019 року завершилась підготовка фахівців з експлуатації та технічного обслуговування безпілотного авіаційного комплексу «Bayraktar TB2» Повітряних Сил Збройних Сил України. Півсотні військовослужбовців отримали сертифікати й дозволи, що підтверджують право на експлуатацію безпілотного авіаційного комплексу. Підготовка українських фахівців відбувалася на навчально-виробничій базі виробника БпАК — компанії «Baykar Machine».
13 липня 2020 року з'явилась інформація про те, що Україна прагне придбати ще одну партію турецьких ударних безпілотників — цю тему обговорювали в ході офіційного візиту міністра оборони Туреччини до Києва. Зокрема повідомляється, що міністр оборони України Андрій Таран заявив про готовність України купувати безпілотні авіаційні комплекси (БпАК) турецького виробництва на зустрічі з турецьким колегою Хулусі Акаром.
26 листопада 2020 року Головнокомандувач ЗС України Руслан Хомчак, перебуваючи на полігоні «Широкий лан», заявив, що Україна у 2021 році купить пʼять нових безпілотних ударних комплексів Bayraktar. За його словами, рішення про закупівлю вже ухвалили. Нові ударні дрони будуть відрізнятися за тактико-технічними характеристиками, зокрема за висотою і дальністю польоту. ЗС України з 2019 року вже мають на озброєнні 6 безпілотників Bayraktar TB2 з ракетами MAM-L турецької Roketsan, дві станції керування, 200 ракет і запчастини.
У липні 2021 року перший ударний безпілотний комплекс для Військово-Морських Сил поставили в Україну, проводили остаточні приймальні випробування комплексу в місці базування. Так ВМС України отримає засоби ефективного спостереження та прикриття узбережжя акваторій Чорного й Азовського морів і можливість уражати надводні та наземні об'єкти супротивника високоточними засобами.
Серед завдань для нових комплексів ставиться висвітлення надводної обстановки в Азовській і Чорноморській операційних зонах, видачі цілевказівок, здійснення вогневого ураження противника, як на морі, так і на суші. Зокрема їх застосовуватимуть для видачі цілевказання та наведення протикорабельних крилатих ракет Р-360 «Нептун».
У оприлюднених фото національного флоту та на відео видно літальні апарати з бортовими номерами 72, 73, 74 та 76. Окрім самих літальних апаратів до складу комплексу входять наземна станція керування та супутнє обладнання.
При цьому ВМС отримали оновлену версію комплексу з радіусом дії 300 км замість 150 км, а також окрім мобільної та стаціонарної, у складі є морська станція керування БПЛА.

#### Навчання
2 липня 2020 року ударний безпілотний літальний апарат Bayraktar TB2 працював над Рівненським полігоном, де відбувались масштабні навчання ЗСУ.
У вересні 2020 року в рамках проведення стратегічних командно-штабних навчань «Об'єднані зусилля — 2020» до маневрів залучались безпілотні літальні апарати Bayraktar TB2.
В листопаді 2020 року, безпілотники залучались до підбиття підсумків діяльності Збройних Сил України за 2020 навчальний рік.
У березні 2021 року вони декілька діб відпрацьовували завдання над Тендрівською косою — полігоном ВМС ЗС України.
У травні 2021 року на Рівненському загальновійськовому полігоні в рамках польового вишколу підрозділів 30-ї окремої механізованої бригади імені князя Костянтина Острозького залучались українські Bayraktar TB2.

#### Патрулювання над Чорним морем
В липні 2021 року Bayraktar TB2 почали патрулювати повітряний простір над Чорним морем. Патрулювання виконують безпілотники з 383-го окремого полку дистанційно керованих літальних апаратів Повітряних сил України, проте незабаром їх замінять апарати, котрі недавно надійшли до складу 10-ї бригади морської авіації (Сакської) Військово-морських Сил України.

#### Повномасштабна війна
В червні 2022 року громадяни Литви на знак солідарності із Україною об'єднались та протягом трьох з половиною днів зібрали понад 5 мільйонів доларів. Кампанію по збору коштів ініціював литовець Андрюс Тапінас 25 травня, заявивши, що отримав згоду на потенційну закупівлю від Міністерств оборони Литви, Туреччини та виробника. БПЛА назвали Vanagas, що значить «яструб» у перекладі з литовської. Компанія Baykar Makina вирішила передати безпілотник безкоштовно, гроші пішли на купівлю боєприпасів, протидронних рушниць, дронів та іншого.
У червні 2022 року громадський діяч Сергій Притула та блогер Ігор Лаченков запустили акцію «Народний байрактар», під час якої протягом трьох днів зібрали 600 млн грн на купівлю цих безпілотників. Ці безпілотники виробник також передав безкоштовно, кошти після тривалих консультацій з Міноборони було спрямовано на купівлю супутника та бази даних знімків компанії ICEYE на потреби ЗСУ.
Приклад Литви згодом підтримали ряд інших країн, як Польща (28 червня), Норвегія (18 липня), Канада (19 липня), Латвія (16 серпня). Польський Baykar Makina також передає безкоштовно
26 липня Тарас Чмут, голова фонду компетентної допомоги армії «Повернись живим», оголосив про успішно реалізовану угоду на купівлю комплексу Bayraktar TB2 у складі трьох апаратів, супутнього обладнання та боєприпасів, для ГУР МО. Ця угода вартістю 16 502 450 USD стала безпрецедентною для українського та світового благодійництва.
За даними міністра оборони України Олексія Резнікова, з 24 лютого до 28 червня 2022 року, Україна отримала понад 50 одиниць таких безпілотників і замовила ще десятки[недоступне посилання].

## У культурі

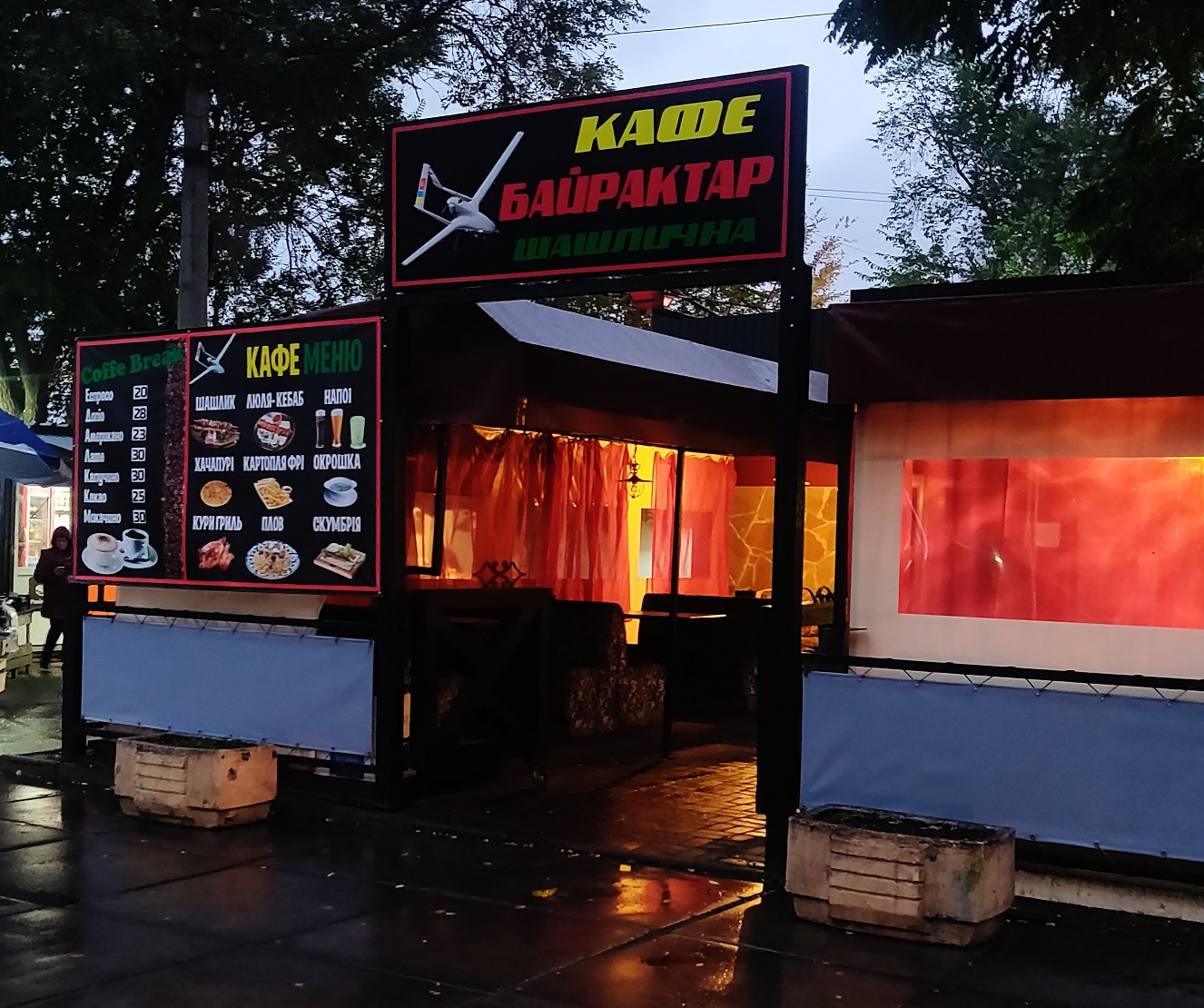
Кафе в Києві, назване на честь Bayraktar TB2

- Про безпілотник було складено пісню.
- «Байрактар» згадується у багатьох інших піснях про події 2022 року в ході російсько-Української війни, наприклад: «Українська лють» Христини Соловій[151], «Байрактари й джавеліни» Тараса Компаніченка[152], «Русніпи» групи Хейтспіч[153], «Танго смерті» групи Пиріг і батіг[154] тощо.

## У топоніміці
- У місті Кривий Ріг є вулиця Байрактарів
- У місті Кам'янське є вулиця Байрактарська

### Пам'ятні знаки
- У місті Черкаси розпочали роботи зі встановлення пам'ятного знаку "Байрактар ТБ2".[155]

## Галерея

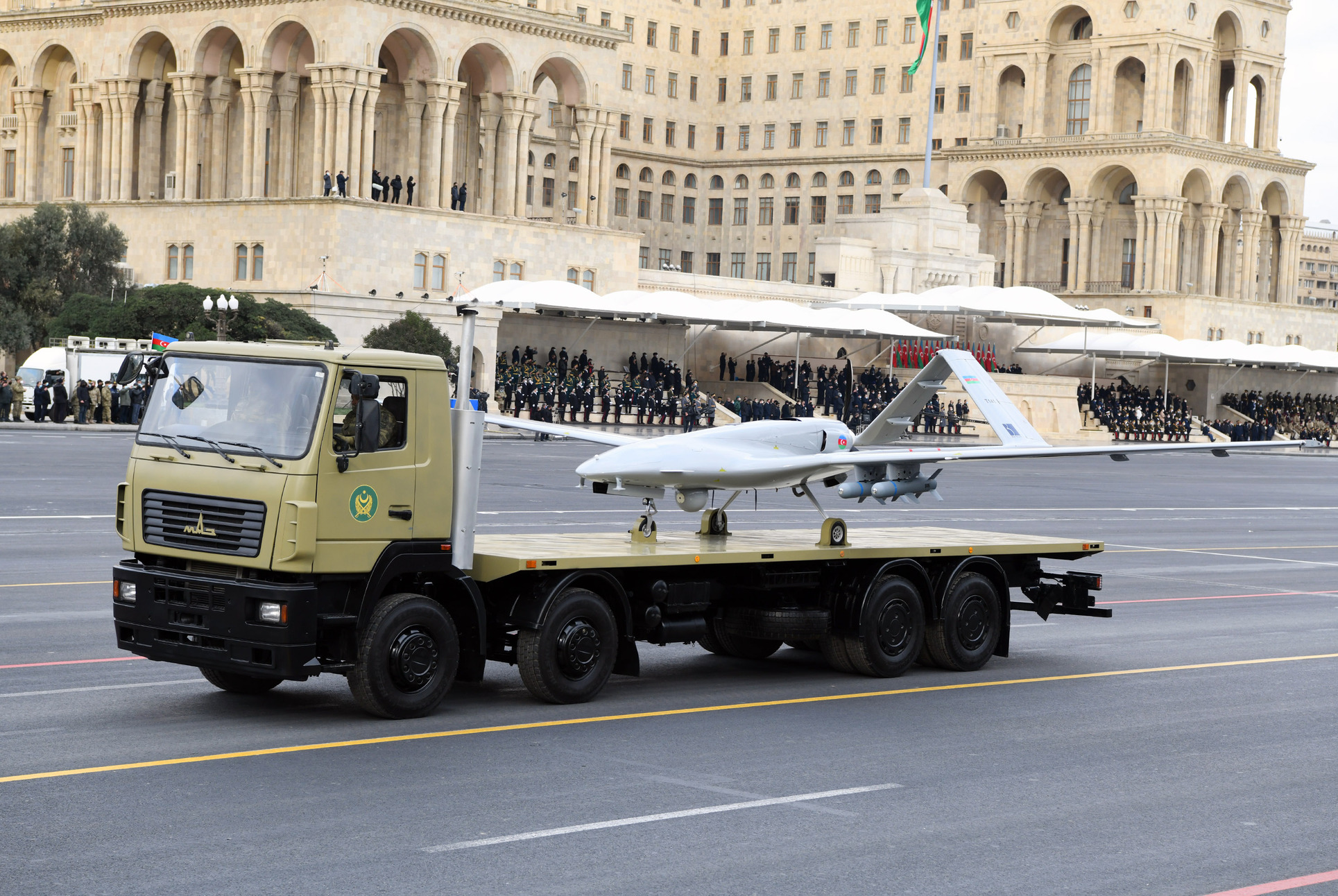
Парад перемоги в Баку в 2020
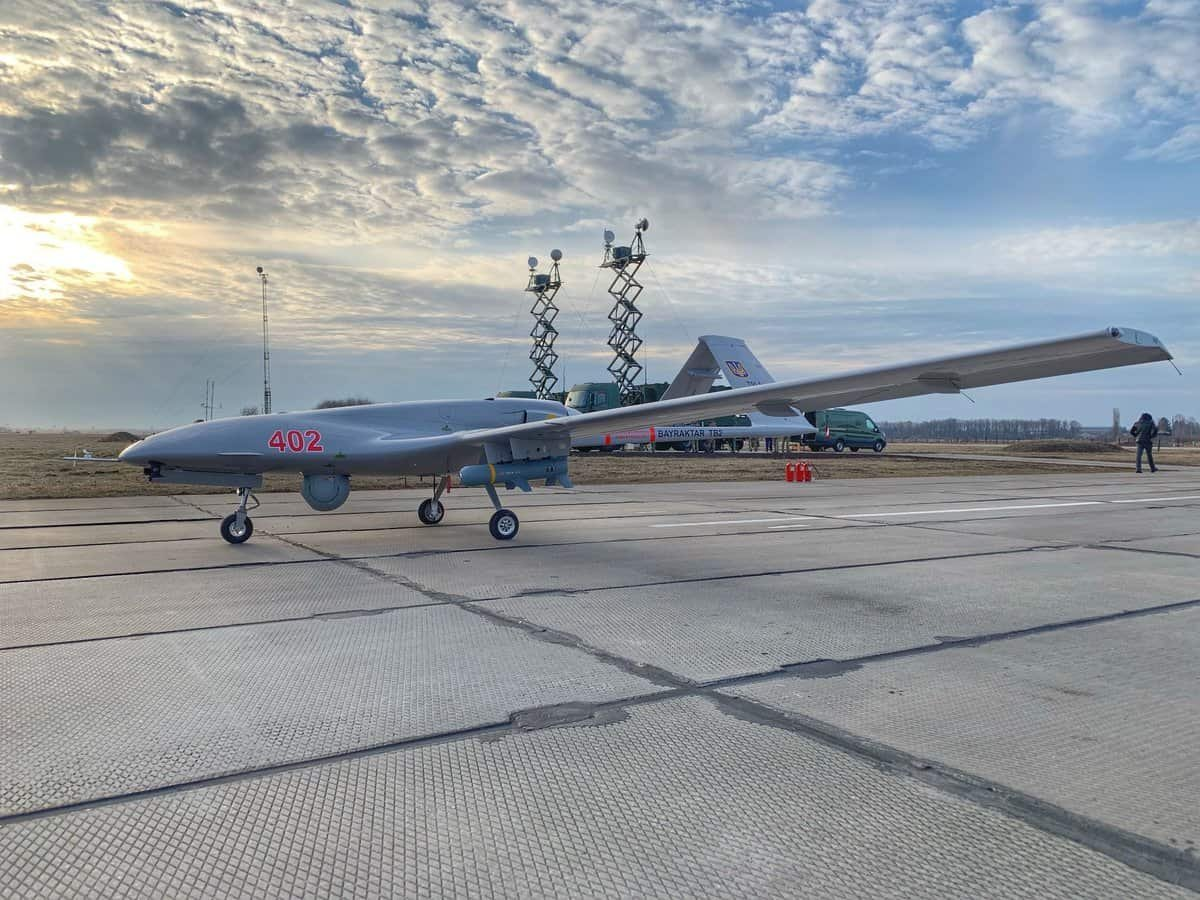
БпЛА ВПС України. На фоні видно дві станції керування.
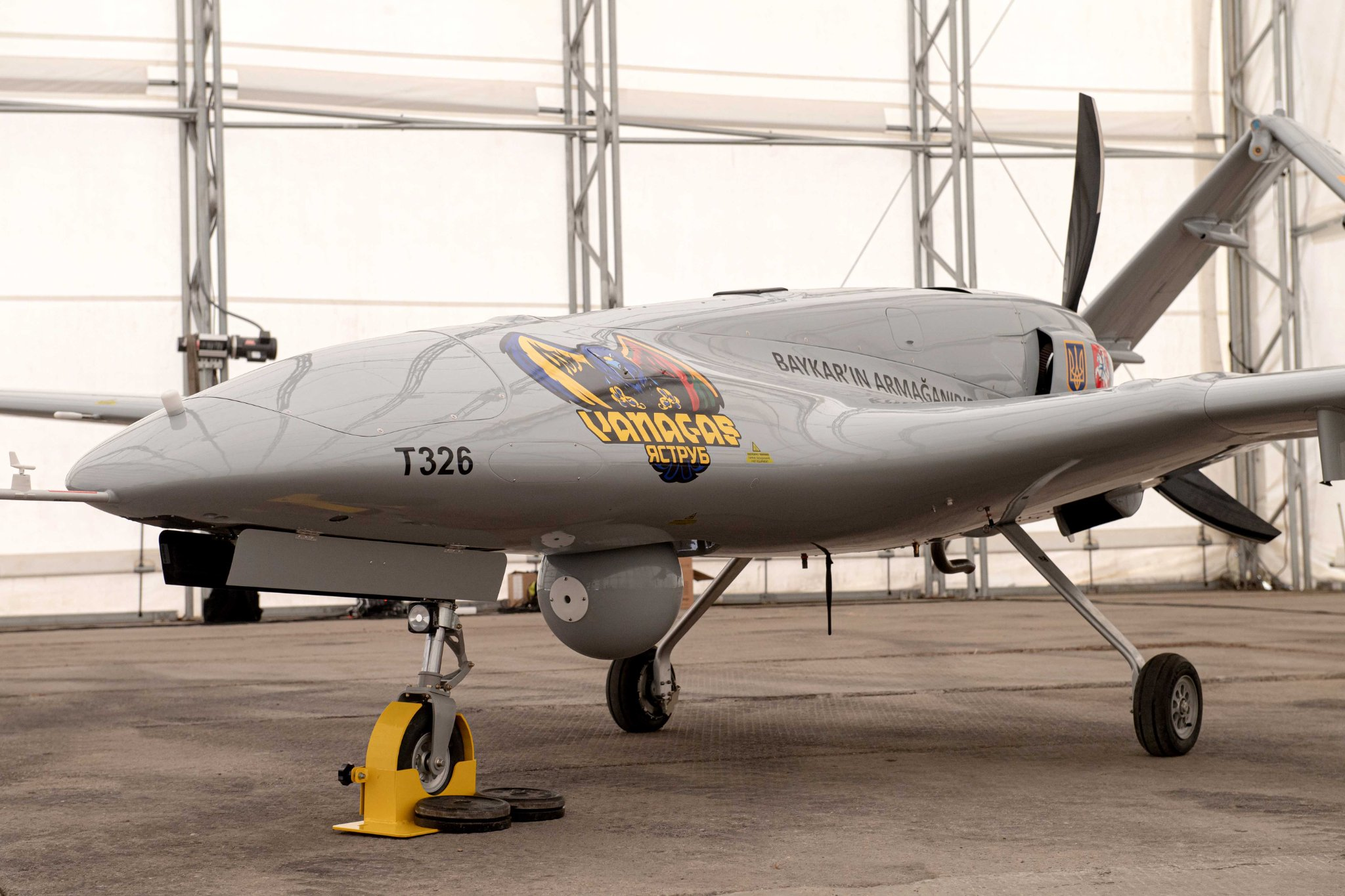
TB2 "Vanagas" для України від литовського народу